# Nagant NG wz.32
Револьвер Нагана «Nagant NG wz.32» — польский револьвер, модификация револьвера Нагана 1895 года.

## История
В сентябре 1927 года был проведён опрос руководителей польской полиции о перевооружении личного состава полиции на оружие единого образца под единый вариант используемых патронов. По результатам опроса было решено сделать стандартным оружием полицейских револьвер Нагана обр. 1895 года. Решение о организации производства в Польше револьверов и патронов к ним, а также закупке 30 000 револьверов для полиции было утверждено 8 февраля 1929 года, однако начавшийся в 1929 году экономический кризис осложнил положение в экономике Польши и выполнение контракта было отложено. В 1930 году оружейный завод в Радоме изготовил первые детали револьверов, в 1931 году начал их производство. В октябре 1932 года первые 200 шт. револьверов были поставлены польской полиции, а до 21 января 1933 года польская полиция получила 1800 револьверов.
Всего до 1935 года на оружейном заводе в Радоме было произведено 7166 револьверов, затем производство было временно прекращено (из-за принятия на вооружение армии пистолета ВИС-35), но в дальнейшем их выпуск продолжался до 1939 года.

## Страны-эксплуатанты
- Польша: находились на вооружении польской полиции и почтовой охраны.
- нацистская Германия: После оккупации Польши в сентябре 1939 года трофейные револьверы под наименованием Revolver 612(p) поступали на вооружение вспомогательных и охранно-полицейских формирований (в частности, полиции «генерал-губернаторства»)

## Музейные экспонаты
- два револьвера системы Нагана польского производства (1936 года выпуска) хранятся в фондах Тульского государственного музея оружия[1]